# (1250) Galanthus
(1250) Galanthus es el asteroide número 1250 situado en el cinturón principal. Fue descubierto por el astrónomo Karl Wilhelm Reinmuth  desde el observatorio de Heidelberg, el 25 de enero de 1933. Su designación alternativa es 1933 BD. Está nombrado por el Galanthus, un género de plantas de la familia de las amarilidáceas.